# Heinrich I. (Lothringen)
Heinrich I. († 29. Juli 1060 im Kloster Echternach) war Pfalzgraf von Lothringen von 1045 bis 1060. Er war der Sohn von Hezzelin, Graf im Zülpichgau, und Neffe des Pfalzgrafen Ezzo. Von den Historikern bekam er gleich mehrere Beinamen zugewiesen: zum einen Furiosus (der Rasende, aber auch der Wahnsinnige), weil er am 17. Juli 1060 auf der Burg Cochem seine Ehefrau ermordete, sowie Monachus (der Mönch), weil er ins Kloster geschickt wurde, um seinen Geisteszustand behandeln zu lassen.

## Leben
Der Pfalzgraf Hermann I. war sein Großvater. Um 1048 heiratete er Mathilde von Lothringen, Tochter von Gotzelo I., Herzog von Niederlothringen aus der Familie der Wigeriche und Schwester des Papstes Stephan IX. Sein einziges Kind war Hermann II., der 1064 sein Nachfolger als Pfalzgraf von Lothringen wurde.
Erste Anzeichen seiner Geisteskrankheit zeigten sich kurz nach 1058, woraufhin er gezwungen wurde, zur Behandlung das Kloster Gorze aufzusuchen. Er entfloh jedoch aus Gorze, als er hörte, dass seine Ehefrau eine Affäre mit einem seiner Verwandten angefangen hatte, kam nach Cochem und tötete seine Frau mit einer Axt. Heinrich wurde danach endgültig ins Kloster gesperrt, diesmal ins Kloster Echternach, wo er auch starb. Sein Besitz und sein Amt wurden von Anno II., Erzbischof von Köln als Vormund von Heinrichs und Mathildes Sohn Hermann treuhänderisch übernommen, bis Hermann 1064 die Nachfolge seines Vaters als Pfalzgraf antrat.